# Jeg er sgu min egen
Jeg er sgu min egen är en dansk musikalfilm från 1967 i regi av Erik Balling. I huvudrollerna ses Daimi, Cæsar, Peter Steen och Poul Bundgaard.

## Rollista i urval
- Daimi – Annie Jensen
- Cæsar – Anders
- Peter Steen – Christian Holgersen
- Ove Sprogøe – Værgen
- Poul Bundgaard – Albert Hyldersen
- Karl Stegger – servitören
- Poul Reichhardt – kapten sir William
- Henrik Wiehe – bilist
- Bendt Rothe – domaren
- Vigga Bro – Hulda
- Christiane Rohde – Dorothea
- Ole Monty – bilist
- Else-Marie – Fru Holgersen
- Ejner Nørby – Holgersen
- The Defenders – sig själva
- Jørgen Beck – bonden
- Poul Borum – bartendern
- Gyda Hansen – Lily
- Lotte Hermann – Rosa
- Kirsten Walther – fru Hyldersen

## Sånger i urval
Musiken i filmen är skriven av Bent Fabricius-Bjerre och texterna av Klaus Rifbjerg. 
- "Jeg sætter min hat som jeg vil", framförd av Daimi
- "Duerne flyver", framförd av Cæsar
- "Gå – gå!", framförd av Daimi
- "En sæk af gode øjeblikke", framförd av Daimi